# Yoshiyuki Tsuruta
Yoshiyuki Tsuruta (Japans: 鶴田 義行, Tsuruta Yoshiyuki) (Ishiki (Prefectuur Kagoshima), 1 oktober 1903 – 24 juli 1986) was een Japans zwemmer.

## Biografie
Tijdens de Olympische Zomerspelen van 1928 won Tsuruta de gouden medaille op de 200m schoolslag. Vier jaar later verdedigde Tsuruta met succes zijn titel. Pas in 2008 lukte zijn landgenoot Kosuke Kitajima het prolongeren van de olympische titel op de 200 meter schoolslag.
In 1968 werd Tsuruta opgenomen in de International Swimming Hall of Fame. 
1908: Fred Holman ·
1912: Walter Bathe ·
1920: Håkan Malmrot ·
1924: Bob Skelton ·
1928: Yoshiyuki Tsuruta ·
1932: Yoshiyuki Tsuruta ·
1936: Tetsuo Hamuro ·
1948: Joe Verdeur ·
1952: John Davies ·
1956:  Masaru Furukawa ·
1960: Bill Mulliken ·
1964: Ian O'Brien ·
1968: Felipe Muñoz ·
1972: John Hencken ·
1976: David Wilkie ·
1980: Robertas Žulpa ·
1984: Victor Davis ·
1988: József Szabó ·
1992: Mike Barrowman ·
1996: Norbert Rózsa ·
2000: Domenico Fioravanti ·
2004: Kosuke Kitajima ·
2008: Kosuke Kitajima ·
2012: Dániel Gyurta ·
2016: Dmitri Balandin ·
2020: Zac Stubblety-Cook ·
2024: Léon Marchand
- Virtual International Authority File: 254816427